# فهرست والیان فاریاب
جدول زیر فهرست والیان ولایت فاریاب افغانستان است.

## فهرست
| والی | والی | والی              | دوره                           | جزئیات | یاداشت |
| ---- | ---- | ----------------- | ------------------------------ | ------ | ------ |
|      |      | عبدالرحمن         | ۱۹۹۲ ؟                         |        |        |
|      |      | محمد صالح زاری    | ۲۰۰۱ ۲۰۰۳                      |        |        |
|      |      | عنایت‌الله عنایت   | ۲۰۰۳ ۲۰۰۴                      |        |        |
|      |      | عبدالطیف ابراهیمی | ۲۰۰۴ ۲۰۰۵                      |        |        |
|      |      | امیر لطیف         | ۲۰۰۵ ۲۰۰۷                      |        |        |
|      |      | عبدالحق شفق       |                                |        |        |
|      |      | احمد فیصل بیگزاد  |                                |        |        |
|      |      | محمد الله بتاش    | ۲۰ سپتامبر ۲۰۱۲ ۲۵ نوامبر ۲۰۱۵ |        |        |
|      |      | سید انور سادات    | ۲۵ نوامبر ۲۰۱۵ ۱۰ ژوئن ۲۰۱۷    |        |        |
|      |      | محمد همایون فوزی  | ۱۰ ژوئن ۲۰۱۷ ۹ ژوئن ۲۰۱۸       |        |        |
|      |      | عبدالحق شفق       | ۹ ژوئن ۲۰۱۸ ۵ ژوئیه ۲۰۱۸       |        |        |
|      |      | نقیب الله فایق    | ۵ ژوئیه ۲۰۱۸ کنونی             |        |        |